# Cryptophagus parallelus
Cryptophagus parallelus is een keversoort uit de familie harige schimmelkevers (Cryptophagidae). De wetenschappelijke naam van de soort werd in 1863 gepubliceerd door Charles Nicolas François Brisout de Barneville.